# El Cid (série télévisée)
Pour les articles homonymes, voir Le Cid.
El Cid est une série télévisée dramatique historique et d'action espagnole en dix épisodes d'environ 60 minutes créée par José Velasco et diffusée entre le 18 décembre 2020 et le 15 août 2021 sur Prime Video.
La série met en vedette Jaime Lorente dans le rôle-titre de Rodrigo Díaz de Vivar dit « El Cid », chevalier et mercenaire castillan du XIe siècle,.

## Synopsis
Un homme pris entre deux mondes et deux cultures. Un noble, un héros, un mercenaire, un vassal, mais aussi un homme qui aurait pu être roi. El Cid avait des siècles d'avance sur son temps et a été transcendé par sa propre légende.

## Distribution

### Acteurs principaux
- Jaime Lorente (VF : Emmanuel Garijo) : Rodrigo Díaz de Vivar dit « El Cid »
- José Luis García Pérez (VF : Boris Rehlinger) : le roi Fernando Ier de León
- Elia Galera : la reine Sancha de León
- Francisco Ortiz : le roi Sancho II de Castille
- Alicia Sanz : l'infante Urraca de Zamora
- Carlos Bardem : le comte Flaín de León
- Lucía Guerrero (VF : Peggy Martineau) : Jimena
- Pablo Álvarez (VF : Marc Arnaud) : Orduño Flaínez
- Jaime Olías : le roi Alfonso VI de León
- Adrián Salzedo (VF : Antoine Ferey) : Alvar
- Daniel Albaladejo : Maître Orotz
- David Castillo : Lisardo
- Álvaro Rico : Nuño
- Rodrigo Poisón : Velarde
- Sara Vidorreta : Ermesinda
- Lucía Díez (VF : Louise Emma Morel) : l'infante Elvira de Toro
- Nicolás Illoro : le roi García II de Galice
- Juan Echanove : l'évêque Don Bernardo

 Source et légende : version française (VF) sur RS Doublage

### Acteurs récurrents
- Juan Fernández : Rodrigo
- Zohar Liba : Abu Bakr
- Emilio Buale : Sábada
- Alfons Nieto : Vellido
- Ignacio Herráez : Trifón
- Hamid Krim : Ahmad Ier al-Muqtadir
- Adil Koukouh : Mundir
- Sarah Perles : Amina
- Daniel Tatay : Beltrán
- Ginés García Millán : le roi Ramiro Ier d'Aragon
- Samy Khalil : Yusuf al-Mutaman

## Production
Le 12 janvier 2021, la série est renouvelée pour une deuxième saison, qui est sortie la même année.

## Épisodes

### Première saison (2020)
1. La Conspiration (La conjura)
2. D'homme à homme (Ordalía)
3. Baraka (Baraka)
4. Champion (Campeador)
5. Rédemption (Expiación)

### Deuxième saison (2021)
1. Promesses et tentations (Promesas y tentaciones)
2. Le Poids du devoir (La carga del deber)
3. Le Souffle de la guerre (Viento de guerra)
4. Embuscade (Emboscada)
5. Les Sentiers de la haine (El camino del odio)